# Польща на зимових Олімпійських іграх 1980
Польща на зимових Олімпійських іграх 1980 року, які проходили в американському місті Лейк-Плесід, була представлена 30 спортсменами (29 чоловіками та 1 жінкою) у 5 видах спорту. Прапороносцем на церемоніях відкриття та закриття Олімпійських ігор був лижник Юзеф Лущек. Польські спортсмени не здобули жодної медалі.

## Ковзанярський спорт
| Дисципліна       | Спортсмен          | Забіг   | Забіг |
| Дисципліна       | Спортсмен          | Час     | Місце |
| ---------------- | ------------------ | ------- | ----- |
| 500 м, чоловіки  | Ян Юзвік           | 39.01   | 9     |
| 1000 м, чоловіки | Ян Юзвік           | 1:18.83 | 13    |
| 500 м, жінки     | Ервіна Рись-Ференс | 43.52   | 11    |
| 1000 м, жінки    | Ервіна Рись-Ференс | 1:28.82 | 16    |
| 1500 м, жінки    | Ервіна Рись-Ференс | 2:16.29 | 17    |
| 3000 м, жінки    | Ервіна Рись-Ференс | 4:37.89 | 5     |

## Лижне двоборство
| Спортсмен              | Змагання                                 | Стрибок з трампліну | Стрибок з трампліну | Стрибок з трампліну | Стрибок з трампліну | Лижна гонка | Лижна гонка | Лижна гонка | Разом   | Разом |
| Спортсмен              | Змагання                                 | Дистанція 1         | Дистанція 2         | Бали                | Місце               | Час         | Бали        | Місце       | Бали    | Місце |
| ---------------------- | ---------------------------------------- | ------------------- | ------------------- | ------------------- | ------------------- | ----------- | ----------- | ----------- | ------- | ----- |
| Ян Легерський          | індивідуальний нормальний трамплін/15 км | 74.5                | 74.0                | 183.3               | 19                  | 48:00.3     | 217.630     | 2           | 400.930 | 10    |
| Юзеф Павлюсяк          | індивідуальний нормальний трамплін/15 км | 75.0                | 81.5                | 203.6               | 10                  | 52:04.5     | 181.000     | 24          | 384.600 | 17    |
| Казимеж Длугопольський | індивідуальний нормальний трамплін/15 км | 70.0                | 73.0                | 171.1               | 25                  | 50:39.2     | 193.795     | 21          | 364.895 | 24    |
| Станіслав Кавулок      | індивідуальний нормальний трамплін/15 км | 71.5                | 71.5                | 169.1               | 28                  | 50:30.9     | 195.040     | 20          | 364.140 | 26    |

## Лижні перегони
| Дисципліна                            | Спорстмени | Дистанція  | Дистанція |
| Дисципліна                            | Спорстмени | Час        | Місце     |
| ------------------------------------- | ---------- | ---------- | --------- |
| 15 км, гонка переслідування, чоловіки | Юзеф Лущек | 42:59.03   | 6         |
| 30 км, клас. стиль, чоловіки          | Юзеф Лущек | 1'29:03.64 | 5         |
| 50 км, віл. стиль, чоловіки           | Юзеф Лущек | 2'36:38.05 | 17        |

## Стрибки з трапліна
| Спортсмен          | Дисципліна          | Стрибок 1 | Стрибок 1 | Стрибок 2 | Стрибок 2 | Разом | Разом |
| Спортсмен          | Дисципліна          | Відстань  | Бали      | Відстань  | Бали      | Бали  | Місце |
| ------------------ | ------------------- | --------- | --------- | --------- | --------- | ----- | ----- |
| Станіслав Павлюсяк | нормальний трамплін | 72.0      | 94.9      | 70.0      | 88.2      | 183.1 | 40    |
| Пйотр Фіяс         | нормальний трамплін | 79.5      | 109.4     | 59.0      | 34.6      | 144.0 | 47    |
| Станіслав Бобак    | нормальний трамплін | 86.0      | 124.8     | 82.0      | 117.4     | 242.2 | 10    |
| Станіслав Павлюсяк | великий трамплін    | 92.0      | 92.5      | 88.5      | 86.6      | 179.1 | 43    |
| Пйотр Фіяс         | великий трамплін    | 107.0     | 118.0     | 101.0     | 108.1     | 226.1 | 14    |
| Станіслав Бобак    | великий трамплін    | 104.0     | 112.3     | 97.0      | 102.0     | 214.3 | 22    |

## Хокей
|  | Склад команди Генрик Войтинек Павел Лукашка Анджей Уйварий Генрик Янішевський Генрик Грут Анджей Яньчий Єжи Потц Людвик Синовець Марек Марцінчак Стефан Хованець Веслав Жобчик Тадеуш Облой Даріуш Сікора Лешек Кокошка Анджей Забава Генрик Питель Станіслав Клоцек Лешек Яхна Богдан Дзюбинський Анджей Малисяк |

Перший раунд — Червоний дивізіон
|  | Команди пройшли у фінальний раунд               |
|  | Команди продовжили у змагання у втішному раунді |

| Команди    | GP | W | L | T | GF | GA | Pts |
| ---------- | -- | - | - | - | -- | -- | --- |
| СРСР       | 5  | 5 | 0 | 0 | 51 | 11 | 10  |
| Фінляндія  | 5  | 3 | 2 | 0 | 26 | 18 | 6   |
| Канада     | 5  | 3 | 2 | 0 | 28 | 12 | 6   |
| Польща     | 5  | 2 | 3 | 0 | 15 | 23 | 4   |
| Нідерланди | 5  | 1 | 3 | 1 | 16 | 43 | 3   |
| Японія     | 5  | 0 | 4 | 1 | 7  | 36 | 1   |

| 12 лютого 1980 20:00 | Польща | 5 — 4 (1–0, 4–3, 0–1) | Фінляндія | Олімпійська Арена, Лейк-Плесід |

| звіт  | звіт                                                  | звіт  | звіт | звіт         |
| ----- | ----------------------------------------------------- | ----- | ---- | ------------ |
|       |                                                       |       |      |              |
|       |                                                       |       |      | суддя: Haley |
|       | голи:                                                 |       |      |              |
|       | 1 — 0 1 — 1 2 — 1 3 — 1 3 — 2 4 — 2 5 — 2 5 — 3 5 — 4 |       |      |              |
|       |                                                       |       |      |              |
|       |                                                       |       |      |              |
|       |                                                       |       |      |              |
| 10 хв | Штраф                                                 | 4 хв  |      |              |
|       |                                                       |       |      |              |
|       | 25                                                    | кидки | 49   |              |

| 14 лютого 1980 17:00 | Польща | 1 — 5 (0–1, 1–2, 0–2) | Канада | Olympic Fieldhouse, Лейк-Плесід |

| звіт | звіт                                | звіт  | звіт | звіт            |
| ---- | ----------------------------------- | ----- | ---- | --------------- |
|      |                                     |       |      |                 |
|      |                                     |       |      | суддя: Kompalla |
|      | голи:                               |       |      |                 |
|      | 0 — 1 1 — 1 1 — 2 1 — 3 1 — 4 1 — 5 |       |      |                 |
|      |                                     |       |      |                 |
|      |                                     |       |      |                 |
|      |                                     |       |      |                 |
| 0 хв | Штраф                               | 0 хв  |      |                 |
|      |                                     |       |      |                 |
|      | 25                                  | кидки | 36   |                 |

| 16 лютого 1980 16:30 | СРСР | 8 — 1 (5–1, 1–0, 2–0) | Польща | Olympic Fieldhouse, Лейк-Плесід |

| звіт | звіт                                                  | звіт  | звіт | звіт           |
| ---- | ----------------------------------------------------- | ----- | ---- | -------------- |
|      |                                                       |       |      |                |
|      |                                                       |       |      | суддя: Neagles |
|      | голи:                                                 |       |      |                |
|      | 1 — 0 2 — 0 3 — 0 4 — 0 4 — 1 5 — 1 6 — 1 7 — 1 8 — 1 |       |      |                |
|      |                                                       |       |      |                |
|      |                                                       |       |      |                |
|      |                                                       |       |      |                |
| 8 хв | Штраф                                                 | 6 хв  |      |                |
|      |                                                       |       |      |                |
|      | 60                                                    | кидки | 19   |                |

| 18 лютого 1980 16:30 | Нідерланди | 5 — 3 (3–1, 2–1, 0–1) | Польща | Олімпійська Арена, Лейк-Плесід |

| звіт | звіт                                            | звіт  | звіт | звіт            |
| ---- | ----------------------------------------------- | ----- | ---- | --------------- |
|      |                                                 |       |      |                 |
|      |                                                 |       |      | суддя: Kompalla |
|      | голи:                                           |       |      |                 |
|      | 1 — 0 1 — 1 2 — 1 3 — 1 3 — 2 4 — 2 5 — 2 5 — 3 |       |      |                 |
|      |                                                 |       |      |                 |
|      |                                                 |       |      |                 |
|      |                                                 |       |      |                 |
| 8 хв | Штраф                                           | 2 хв  |      |                 |
|      |                                                 |       |      |                 |
|      | 26                                              | кидки | 30   |                 |

| 20 лютого 1980 16:30 | Польща | 5 — 1 (3–0, 1–0, 1–1) | Японія | Олімпійська Арена, Лейк-Плесід |

| звіт | звіт                                | звіт  | звіт | звіт            |
| ---- | ----------------------------------- | ----- | ---- | --------------- |
|      |                                     |       |      |                 |
|      |                                     |       |      | суддя: Lindgren |
|      | голи:                               |       |      |                 |
|      | 1 — 0 2 — 0 3 — 0 4 — 0 5 — 0 5 — 1 |       |      |                 |
|      |                                     |       |      |                 |
|      |                                     |       |      |                 |
|      |                                     |       |      |                 |
| 8 хв | Штраф                               | 12 хв |      |                 |
|      |                                     |       |      |                 |
|      | 53                                  | кидки | 12   |                 |